# Berthold Dieden (militär)
Claes Berthold Mikael Dieden, född 11 augusti 1920 i Stockholm, död 11 april 2002, var en svensk officer i Armén.

## Biografi
Dieden blev 1942 fänrik i Armén. År 1944 befordrades han till löjtnant, år 1952 till ryttmästare, år 1963 till major och 1970 till överstelöjtnant.
År 1942 inledde Dieden sin militära karriär i Armén och kavalleriet. Åren 1952–1954 tjänstgjorde han vid Arméstaben. Åren 1954–1958 tjänstgjorde han vid Livgardesskvadronen. År 1958 tjänstgjorde han vid Norrlands dragonregemente. Åren 1958–1959 tjänstgjorde han som lärare samt som chef för Kavalleriets kadettskola. Åren 1964–1968 var han chef för Arméns rid- och körskola. Åren 1968–1969 tjänstgjorde han som FN-observatör vid UNMOGIP i Kashmir. Åren 1972–1978 var han chef för Norrlands dragoner.
Dieden var son till direktör Berthold Dieden (1879–1946) och Märta Faxe. Han var gift 1951–1967 med Hélène Rasch, dotter till ingenjör Herman Rasch. Dieden är begravd på Sankt Pauli mellersta kyrkogård i Malmö.